# Karin Sommar Elmér
Karin Marie Louise Viktoria Sommar Elmér, tidigare Sommar, född 24 januari 1884 i Kungälvs församling, Göteborgs och Bohus län, död 20 januari 1956 i Uddevalla församling, Göteborgs och Bohus län, var en svensk rösträttsaktivist och författare.
Hon var verksam i kampanjen för införandet av kvinnlig rösträtt i Sverige och medlem i Föreningen för kvinnans politiska rösträtt i Uddevalla. Hon hade där en plats i styrelsen.  
Hon skrev artiklar och noveller till stöd för kvinnosaksfrågor. Hon satt hon i fattigvårdsstyrelsen i 30 år och i Uddevallas Namnberedningskommitté. Under andra världskriget engagerade hon sig för finska krigsbarn, och mottog 24 maj 1949 Röda Korsets silvermedalj. 